# Болеслав Червенський
Болеслав Червенський (пол. Bolesław Czerwieński; 3 квітня 1851, Лемберг, Австрійська імперія (нині Львів, Україна) — 3 квітня 1888 там же) — польський прозаїк, поет, драматург, журналіст, політик. Автор пісні, на манер Марсельєзи, під назвою «Czerwony sztandar», що стала гімном польського пролетаріату.
У 1870—1874 роках вивчав філософію у Львівському університеті. Брав участь в робітничому русі.
Працював оглядачем львівських і варшавських газет. Був одним з редакторів літературно-театрального видання «Tygodniu Literackim, Artystycznym, Naukowym i Społecznym» (1874), а потім в газеті «Gazeta Narodowa». У 1882 році заснував літературний журнал «Ziarno».
З 1878 року стало членом соціалістичного руху і одним з членів Львівського соціалістичного комітету, організованого Б. Лімановським. Коли в жовтні 1878 року влада наказала Лімановському покинути Львів, Червенський зайняв його місце.
У 1879 році разом з редакторами журналу «Praca» розробив першу програму соціалістичних соціальних і політичних вимог. Під назвою «Програма Галицької робітничої партії» ці допрацьовані і розширені вимоги були опубліковані в 1881 році в Женеві.
Помер у Львові і похований на Личаківському цвинтарі.